# OMP
OMP (англ. Olfactory marker protein) – білок, який кодується однойменним геном, розташованим у людей на 11-й хромосомі. Довжина поліпептидного ланцюга білка становить 163 амінокислот, а молекулярна маса — 18 937.
| 10         |  | 20         |  | 30         |  | 40         |  | 50         |
| ---------- |  | ---------- |  | ---------- |  | ---------- |  | ---------- |
| MAEDRPQQPQ |  | LDMPLVLDQG |  | LTRQMRLRVE |  | SLKQRGEKRQ |  | DGEKLLQPAE |
| SVYRLNFTQQ |  | QRLQFERWNV |  | VLDKPGKVTI |  | TGTSQNWTPD |  | LTNLMTRQLL |
| DPTAIFWRKE |  | DSDAIDWNEA |  | DALEFGERLS |  | DLAKIRKVMY |  | FLVTFGEGVE |
| PANLKASVVF |  | NQL        |  |            |  |            |  |            |

A: Аланін

D: Аспарагінова кислота

E: Глутамінова кислота

F: Фенілаланін

G: Гліцин

I: Ізолейцин

K: Лізин

L: Лейцин

M: Метіонін

N: Аспарагін

P: Пролін

Q: Глутамін

R: Аргінін

S: Серин

T: Треонін

V: Валін

W: Триптофан

Задіяний у такому біологічному процесі, як ацетилювання. 
Локалізований у цитоплазмі.